# Hiersac
Hiersac est une commune du Sud-Ouest de la France, située dans le département de la Charente (région Nouvelle-Aquitaine).
Ses habitants sont les Hiersacais et les Hiersacaises.

## Géographie

### Localisation et accès
Le bourg d'Hiersac est situé à 12 km à l'ouest d'Angoulême, sur la RN 141 entre Angoulême et Cognac.
Hiersac, chef-lieu de canton, est aussi situé à 9 km au nord de Châteauneuf, 13 km au sud-est de Rouillac, 14 km à l'est de Jarnac, 26 km de Cognac et 51 km de Saintes.
La route principale est la N 141, qui dévie le bourg par le nord, et qui est aussi la route Centre-Europe Atlantique entre Guéret, Limoges, Angoulême et Saintes. La D 14 va du nord au sud de Rouillac à Châteauneuf et Barbezieux. La D 7 va vers le sud-est vers Roullet-Saint-Estèphe et Blanzac.

### Hameaux et lieux-dits
En dehors du bourg, la commune d'Hiersac ne compte qu'un hameau un peu important, Marange, situé au nord de la commune, qui a donné son nom à une forêt importante au Moyen Âge séparant l'Angoumois de la Saintonge, forêt dont il ne reste rien.

### Communes limitrophes
|           | Douzat      | Asnières-sur-Nouère |
| Moulidars | Hiersac     | Saint-Saturnin      |
|           | Champmillon |                     |

### Géologie et relief
La commune occupe un plateau calcaire datant du Jurassique supérieur (Portlandien),,.
Le relief de la commune est celui d'un plateau légèrement bombé et faiblement incliné vers le sud-ouest, d'une altitude moyenne de 100 m. Le point culminant est à une altitude de 120 m, situé à 1 km au nord-est du bourg (borne IGN). Le point le plus bas est à 43 m, situé sur la limite sud-ouest (combe de Gratte-Loup). Le bourg est à environ 80 m d'altitude.

### Hydrographie

#### Réseau hydrographique

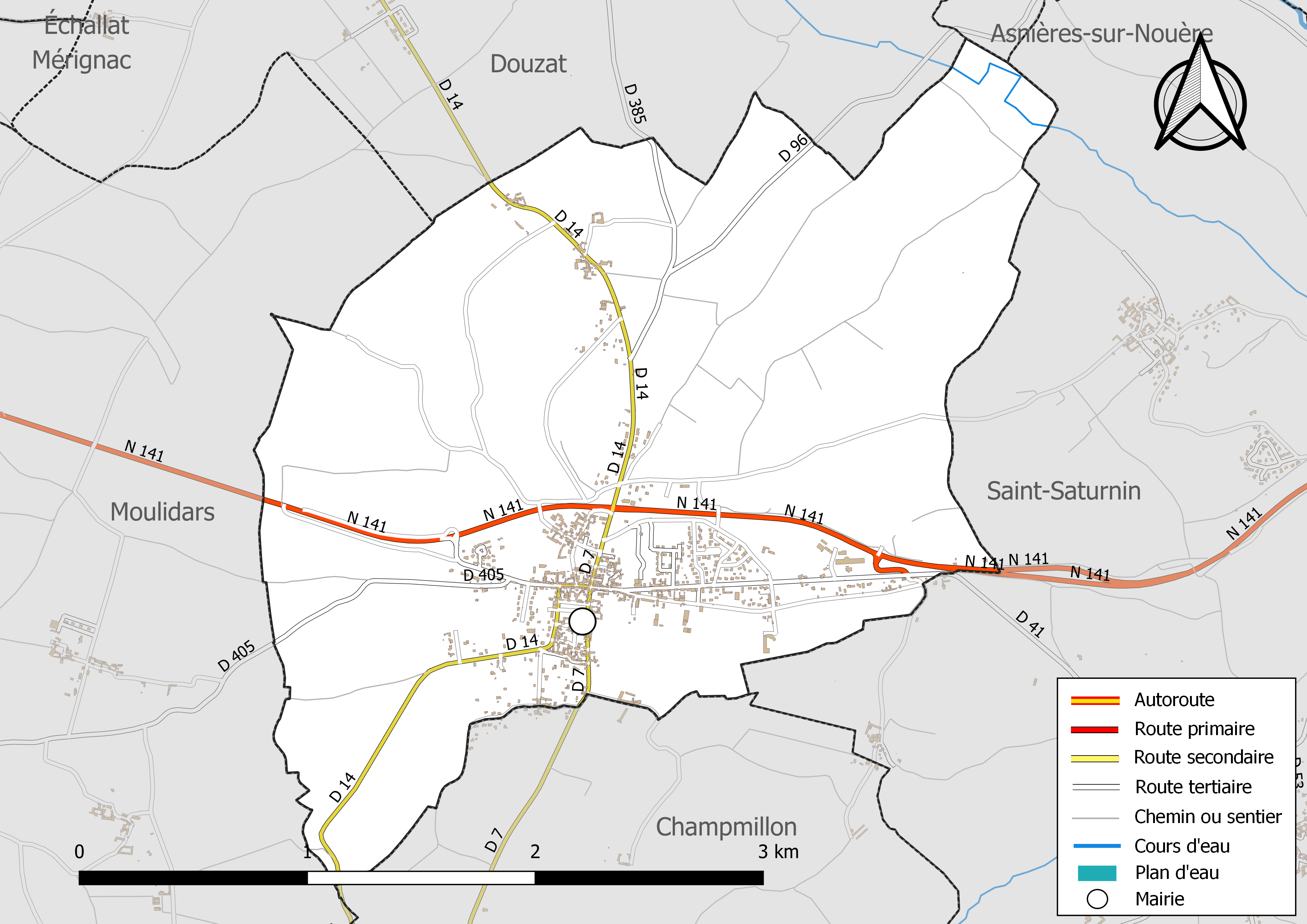
Réseaux hydrographique et routier d'Hiersac.

La commune est située dans le bassin versant de la Charente au sein  du Bassin Adour-Garonne. La commune située en hauteur est parcourue par aucun cours d'eau. À son extrémité nord-est, un petit ruisseau affluent de la Nouère descendant de Douzat la limite,.

#### Gestion des eaux
Le territoire communal est couvert par le schéma d'aménagement et de gestion des eaux (SAGE) « Charente ». Ce document de planification, dont le territoire correspond au bassin de la Charente, d'une superficie de 9 300 km2, a été approuvé le 19 novembre 2019. La structure porteuse de l'élaboration et de la mise en œuvre est l'établissement public territorial de bassin Charente. Il définit sur son territoire les objectifs généraux d’utilisation, de mise en valeur et de protection quantitative et qualitative des ressources en eau superficielle et souterraine, en respect des objectifs de qualité définis dans le troisième SDAGE  du Bassin Adour-Garonne qui couvre la période 2022-2027, approuvé le 10 mars 2022.

### Climat
Le climat est océanique aquitain et semblable à celui de la ville de Cognac où est située la station météorologique départementale.
| Mois                              | jan. | fév.  | mars  | avril | mai   | juin  | jui.  | août  | sep.  | oct. | nov. | déc. | année   |
| --------------------------------- | ---- | ----- | ----- | ----- | ----- | ----- | ----- | ----- | ----- | ---- | ---- | ---- | ------- |
| Température minimale moyenne (°C) | 2    | 2,8   | 3,8   | 6,2   | 9,4   | 12,4  | 14,4  | 14    | 12,1  | 8,9  | 4,7  | 2,6  | 7,8     |
| Température moyenne (°C)          | 5,4  | 6,7   | 8,5   | 11,1  | 14,4  | 17,8  | 20,2  | 19,7  | 17,6  | 13,7 | 8,6  | 5,9  | 12,5    |
| Température maximale moyenne (°C) | 8,7  | 10,5  | 13,1  | 15,9  | 19,5  | 23,1  | 26,1  | 25,4  | 23,1  | 18,5 | 12,4 | 9,2  | 17,7    |
| Ensoleillement (h)                | 80   | 103,9 | 153,3 | 184,5 | 204,9 | 239,6 | 276,4 | 248,3 | 199,4 | 159  | 96,8 | 78,8 | 2 024,9 |
| Précipitations (mm)               | 80,4 | 67,3  | 65,9  | 68,3  | 71,6  | 46,6  | 45,1  | 50,2  | 59,2  | 68,6 | 79,8 | 80   | 783,6   |

## Urbanisme

### Typologie
Au 1er janvier 2024, Hiersac est catégorisée bourg rural, selon la nouvelle grille communale de densité à 7 niveaux définie par l'Insee en 2022.
Elle est située hors unité urbaine. Par ailleurs la commune fait partie de l'aire d'attraction d'Angoulême, dont elle est une commune de la couronne,. Cette aire, qui regroupe 94 communes, est catégorisée dans les aires de 50 000 à moins de 200 000 habitants,.

### Occupation des sols
L'occupation des sols de la commune, telle qu'elle ressort de la base de données européenne d’occupation biophysique des sols Corine Land Cover (CLC), est marquée par l'importance des territoires agricoles (78,5 % en 2018), en diminution par rapport à 1990 (81,7 %). La répartition détaillée en 2018 est la suivante : 
terres arables (43 %), cultures permanentes (27,4 %), zones urbanisées (15,2 %), zones agricoles hétérogènes (6,3 %), forêts (6,3 %), prairies (1,8 %). L'évolution de l’occupation des sols de la commune et de ses infrastructures peut être observée sur les différentes représentations cartographiques du territoire : la carte de Cassini (XVIIIe siècle), la carte d'état-major (1820-1866) et les cartes ou photos aériennes de l'IGN pour la période actuelle (1950 à aujourd'hui).

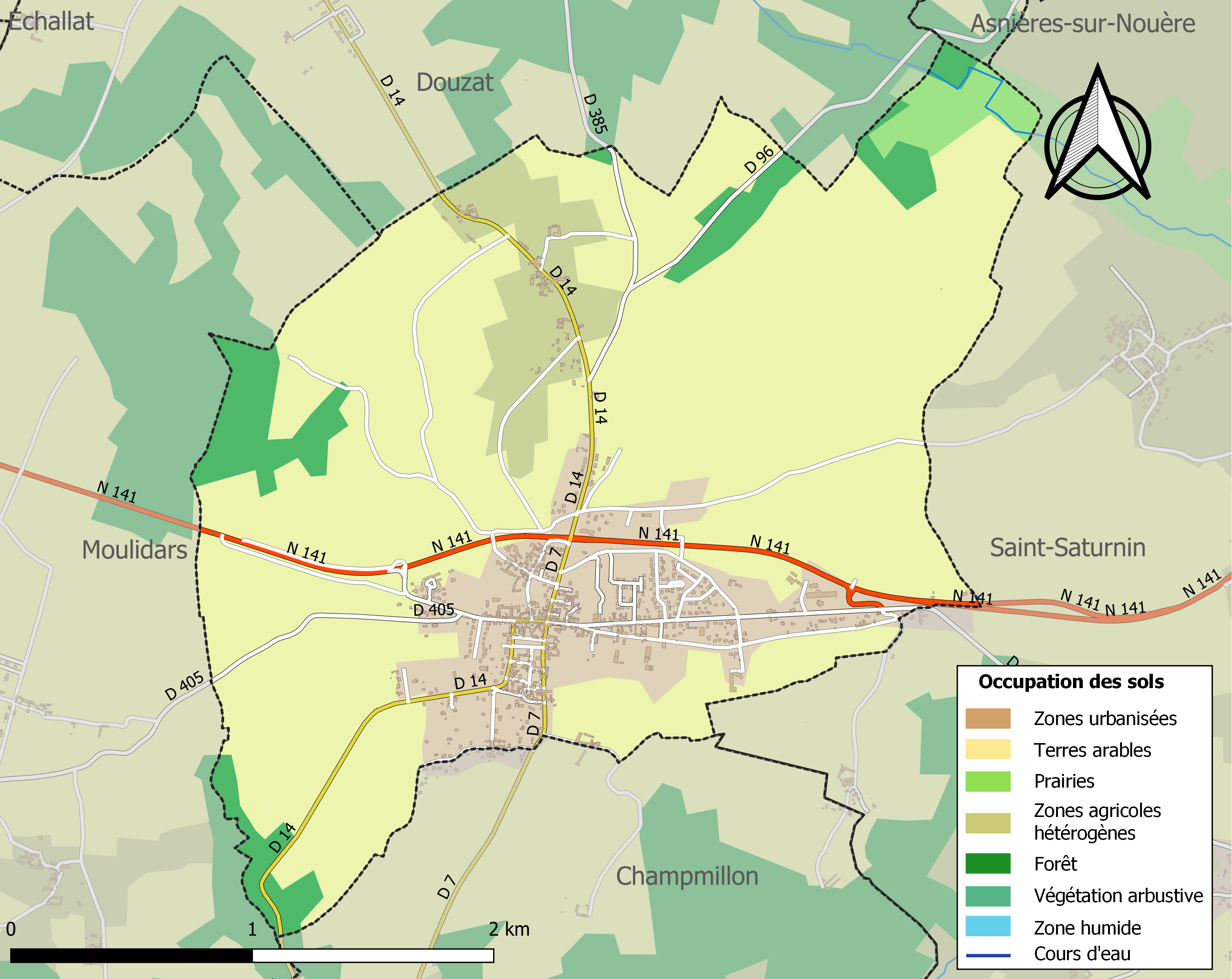
Carte des infrastructures et de l'occupation des sols de la commune en 2018 (CLC).

### Risques majeurs
Le territoire de la commune d'Hiersac est vulnérable à différents aléas naturels : météorologiques (tempête, orage, neige, grand froid, canicule ou sécheresse) et séisme (sismicité modérée). Il est également exposé à un risque technologique,  le transport de matières dangereuses. Un site publié par le BRGM permet d'évaluer simplement et rapidement les risques d'un bien localisé soit par son adresse soit par le numéro de sa parcelle.

#### Risques naturels

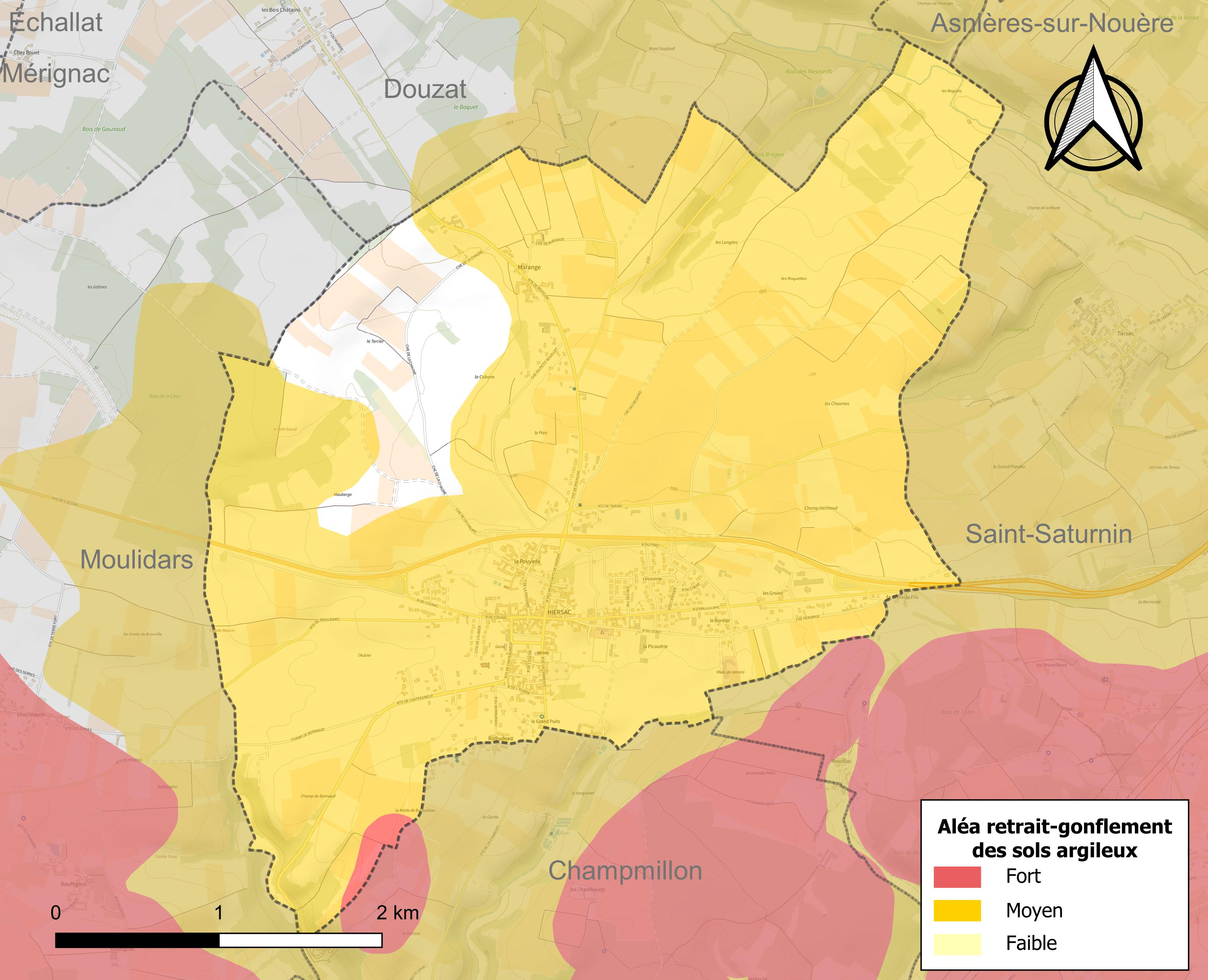
Carte des zones d'aléa retrait-gonflement des sols argileux d'Hiersac.

Le retrait-gonflement des sols argileux est susceptible d'engendrer des dommages importants aux bâtiments en cas d’alternance de périodes de sécheresse et de pluie. 90,2 % de la superficie communale est en aléa moyen ou fort (67,4 % au niveau départemental et 48,5 % au niveau national). Sur les 496 bâtiments dénombrés sur la commune en 2019,  496 sont en aléa moyen ou fort, soit 100 %, à comparer aux 81 % au niveau départemental et 54 % au niveau national. Une cartographie de l'exposition du territoire national au retrait gonflement des sols argileux est disponible sur le site du BRGM,.
Par ailleurs, afin de mieux appréhender le risque d’affaissement de terrain, l'inventaire national des cavités souterraines permet de localiser celles situées sur la commune.
La commune a été reconnue en état de catastrophe naturelle au titre des dommages causés par les inondations et coulées de boue survenues en 1982 et 1999. Concernant les mouvements de terrains, la commune a été reconnue en état de catastrophe naturelle au titre des dommages causés par la sécheresse en 1989 et 2003 et par des mouvements de terrain en 1999.

#### Risques technologiques
Le risque de transport de matières dangereuses sur la commune est lié à sa traversée par une ou des infrastructures routières ou ferroviaires importantes ou la présence d'une canalisation de transport d'hydrocarbures. Un accident se produisant sur de telles infrastructures est susceptible d’avoir des effets graves sur les biens, les personnes ou l'environnement, selon la nature du matériau transporté. Des dispositions d’urbanisme peuvent être préconisées en conséquence.

## Toponymie
Les formes anciennes sont Hirsaco, Yrciaco au XIIIe siècle.
L'origine du nom de Hiersac remonterait à un nom de personne latin Hirtius auquel est apposé le suffixe -acum, ce qui correspondrait à Hirciacum, « domaine de Hirtius ». Certains toponymistes y voyaient un nom de personne germanique Hericius,.

## Histoire
Le chemin des Anglais, voie ancienne supposée romaine d'Angoulême à Saintes par Cognac, après avoir franchi la Charente à Basseau, traversait la commune d'est en ouest.
Au Moyen Âge, Hiersac était un petit hameau caché dans un coin de la forêt de Marange, qui, à cette époque, couvrait toute la contrée. Tout ce pays appartenait aux comtes d'Angoulême. Le comte Jean, grand-père du roi François Ier, céda en toute propriété le village d'Hiersac et ses dépendances aux moines de l'abbaye de La Couronne, qui en devinrent alors les maîtres absolus, avec droit de haute, moyenne et basse justice, qu'ils conservèrent jusqu'à la Révolution.
Les registres de l'état civil remontent à 1613.
Des foires importantes ont été ordonnancées à Hiersac dès l'année 1806 le 12 de chaque mois; mais, par suite du mauvais vouloir des habitants, elles n'avaient pu se tenir à cette époque, et c'est seulement à partir de 1831, qu'elles ont pu avoir lieu régulièrement.
Pendant la première moitié du XXe siècle, la commune était desservie par la petite ligne ferroviaire d'intérêt local à voie métrique d'Angoulême à Rouillac appelée le Petit Rouillac. Le bâtiment de la gare existe encore en 2014, et la déviation de la route nationale faite dans les années 1980 emprunte une partie du tracé de la ligne, qui se dirigeait vers Angoulême par Saint-Saturnin.

## Politique et administration
Hiersac est chef-lieu de canton.
| Période                                  | Période  | Identité        | Étiquette | Qualité                          |
| ---------------------------------------- | -------- | --------------- | --------- | -------------------------------- |
| Les données manquantes sont à compléter. |          |                 |           |                                  |
| 1995                                     | 2008     | François Melin  |           |                                  |
| 2008                                     | 2014     | Patricia Duclos | SE        | Conseillère fiscale              |
| 2014                                     | En cours | David Chagneaud | SE        | Employé au Conseil départemental |

## Démographie

### Évolution démographique
L'évolution du nombre d'habitants est connue à travers les recensements de la population effectués dans la commune depuis 1793. Pour les communes de moins de 10 000 habitants, une enquête de recensement portant sur toute la population est réalisée tous les cinq ans, les populations de référence des années intermédiaires étant quant à elles estimées par interpolation ou extrapolation. Pour la commune, le premier recensement exhaustif entrant dans le cadre du nouveau dispositif a été réalisé en 2008.

En 2022, la commune comptait 1 150 habitants, en évolution de +7,98 % par rapport à 2016 (Charente : −0,48 %, France hors Mayotte : +2,11 %).
| 1793 | 1800 | 1806 | 1821 | 1831 | 1841 | 1846 | 1851 | 1856 |
| ---- | ---- | ---- | ---- | ---- | ---- | ---- | ---- | ---- |
| 630  | 593  | 575  | 622  | 621  | 637  | 673  | 770  | 772  |

| 1861 | 1866 | 1872 | 1876 | 1881 | 1886 | 1891 | 1896 | 1901 |
| ---- | ---- | ---- | ---- | ---- | ---- | ---- | ---- | ---- |
| 835  | 865  | 833  | 824  | 780  | 677  | 696  | 669  | 596  |

| 1906 | 1911 | 1921 | 1926 | 1931 | 1936 | 1946 | 1954 | 1962 |
| ---- | ---- | ---- | ---- | ---- | ---- | ---- | ---- | ---- |
| 640  | 601  | 555  | 537  | 537  | 528  | 626  | 619  | 686  |

| 1968 | 1975 | 1982 | 1990 | 1999  | 2006  | 2008  | 2013  | 2018  |
| ---- | ---- | ---- | ---- | ----- | ----- | ----- | ----- | ----- |
| 692  | 798  | 850  | 966  | 1 005 | 1 065 | 1 082 | 1 033 | 1 137 |

| 2022  | - | - | - | - | - | - | - | - |
| ----- | - | - | - | - | - | - | - | - |
| 1 150 | - | - | - | - | - | - | - | - |

### Pyramide des âges
En 2018, le taux de personnes d'un âge inférieur à 30 ans s'élève à 31,4 %, soit au-dessus de la moyenne départementale (30,2 %). À l'inverse, le taux de personnes d'âge supérieur à 60 ans est de 33,2 % la même année, alors qu'il est de 32,3 % au niveau départemental.
En 2018, la commune comptait 555 hommes pour 582 femmes, soit un taux de 51,19 % de femmes, légèrement inférieur au taux départemental (51,59 %).
Les pyramides des âges de la commune et du département s'établissent comme suit.
| Hommes | Classe d’âge | Femmes |
| ------ | ------------ | ------ |
| 1,1    | 90 ou +      | 4,0    |
| 8,8    | 75-89 ans    | 11,9   |
| 20,5   | 60-74 ans    | 20,1   |
| 20,9   | 45-59 ans    | 19,1   |
| 16,0   | 30-44 ans    | 14,8   |
| 14,8   | 15-29 ans    | 17,7   |
| 17,8   | 0-14 ans     | 12,5   |

| Hommes | Classe d’âge | Femmes |
| ------ | ------------ | ------ |
| 1      | 90 ou +      | 2,7    |
| 9,2    | 75-89 ans    | 12     |
| 20,6   | 60-74 ans    | 21,3   |
| 20,7   | 45-59 ans    | 20,3   |
| 16,8   | 30-44 ans    | 16     |
| 15,6   | 15-29 ans    | 13,4   |
| 16,1   | 0-14 ans     | 14,3   |

## Économie

### Agriculture
La viticulture occupe une partie importante de l'activité agricole. La commune est classée dans les Fins Bois, dans la zone d'appellation d'origine contrôlée du cognac.
Certains producteurs vendent cognac, pineau des Charentes et vin de pays à la propriété.

## Équipements, services et vie locale

### Autres services publics
Hiersac a gardé de nombreux services publics et en particulier gendarmerie et poste.

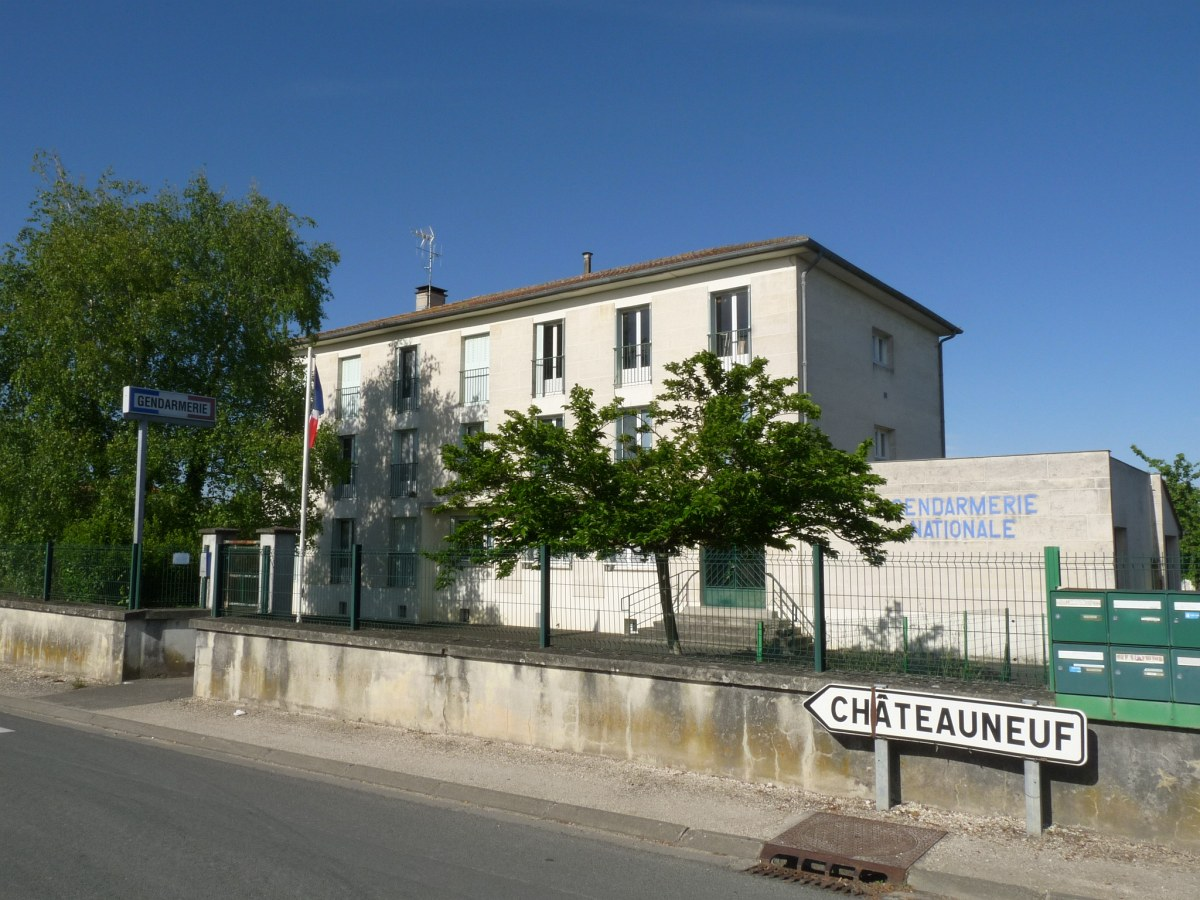
Gendarmerie.
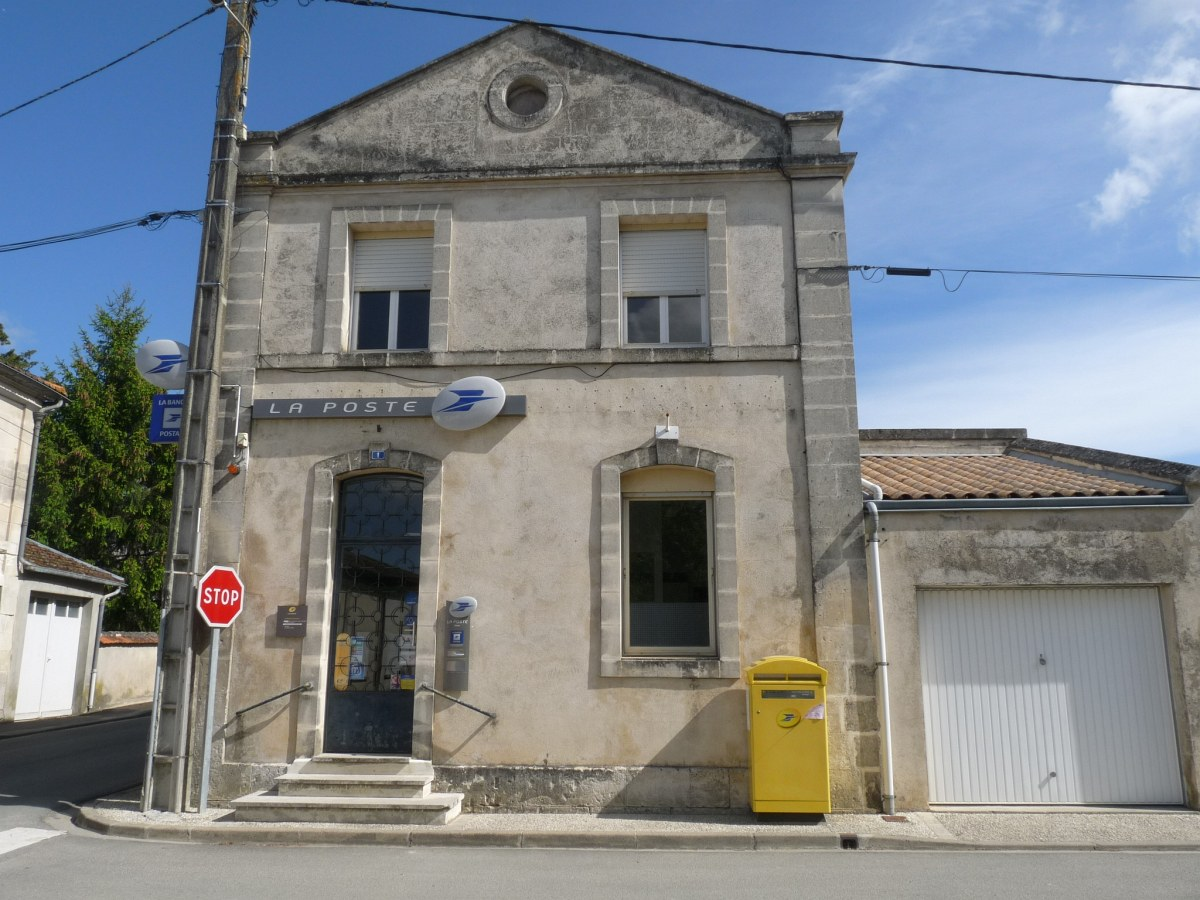
La poste est gérée par la mairie
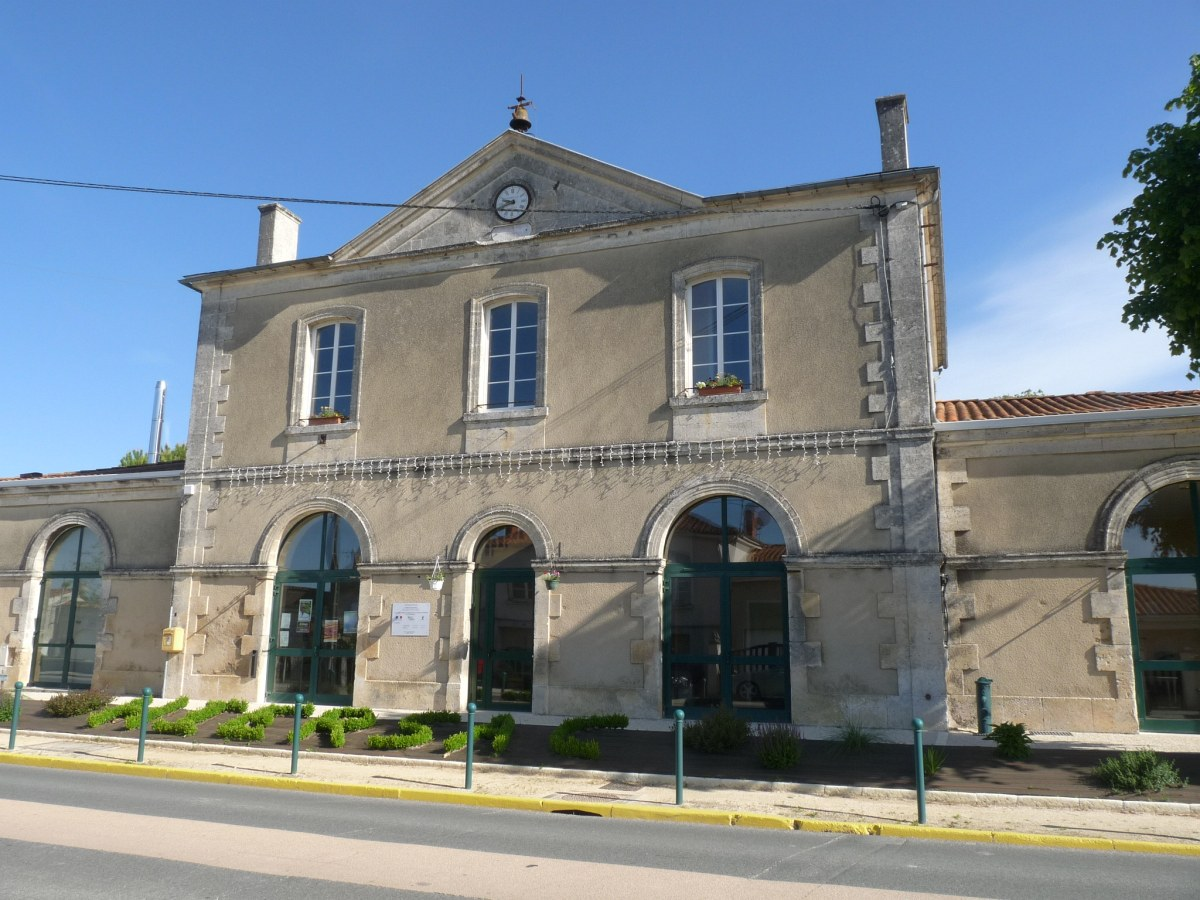
Salle communale.
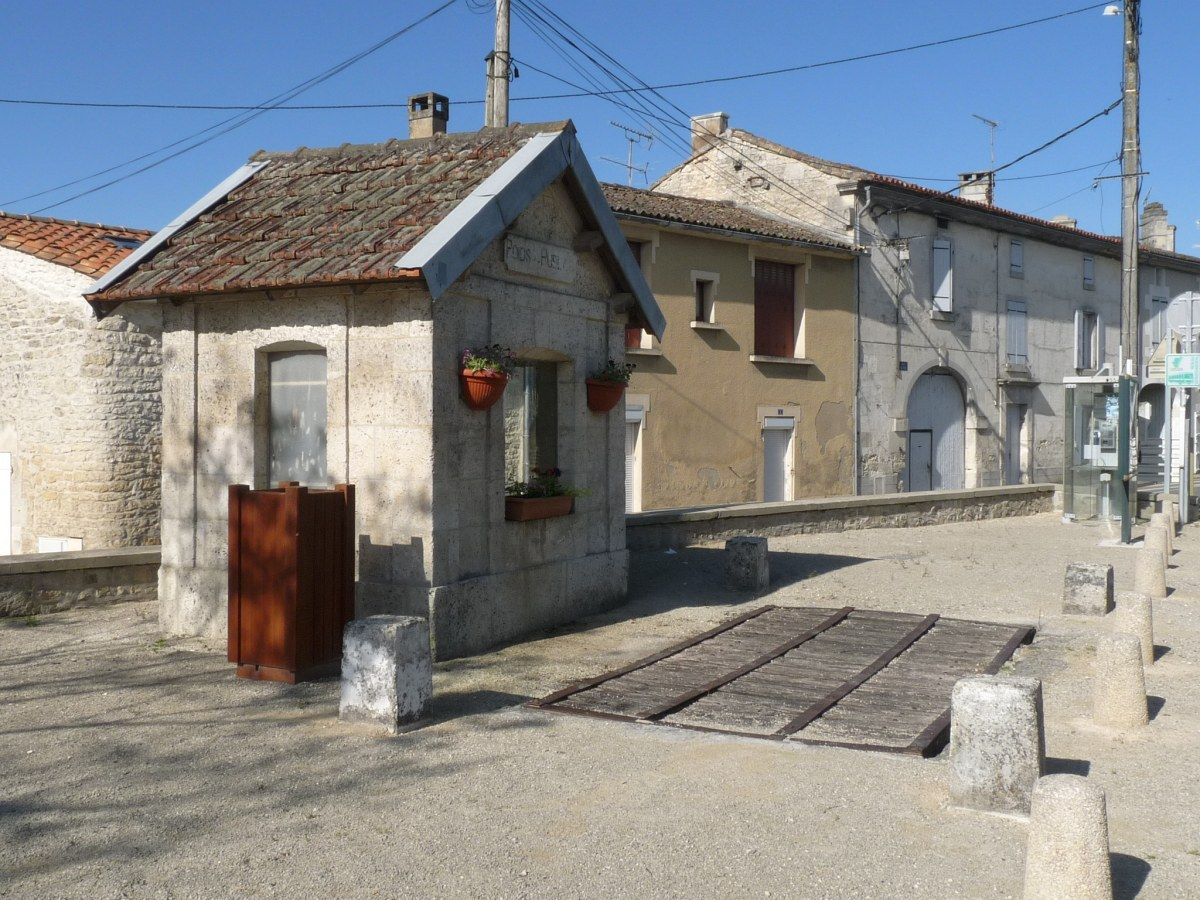
Poids public.

## Culture locale et patrimoine

### Lieux et monuments
L'église paroissiale Saint-Thomas était une cure qui doit dater de la seconde moitié du XIIe siècle. De nos jours, elle se compose de trois travées et d'un chœur à chevet plat, tous voûtés d'ogives. Elle a beaucoup souffert à diverses époques, et ses voûtes furent refaites par Charles d'Orléans et son épouse Louise de Savoie, dont les armes sont sculptées sur une clef. Les contreforts des murs, de grande dimension, ne peuvent être attribués à l'époque romane.
Elle est inscrite aux monuments historiques depuis 1941.

L'église Saint-Thomas
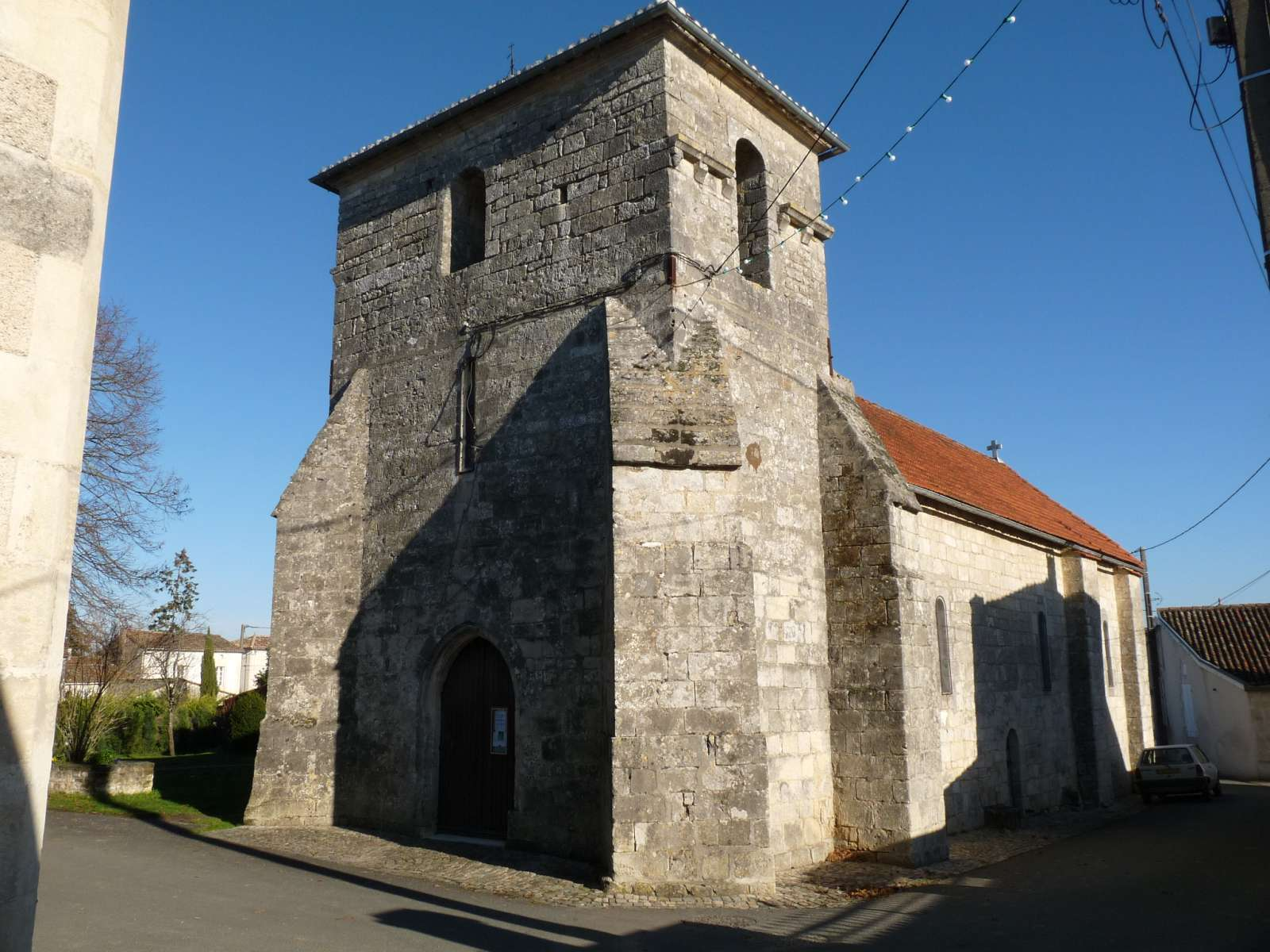
Vue extérieure.
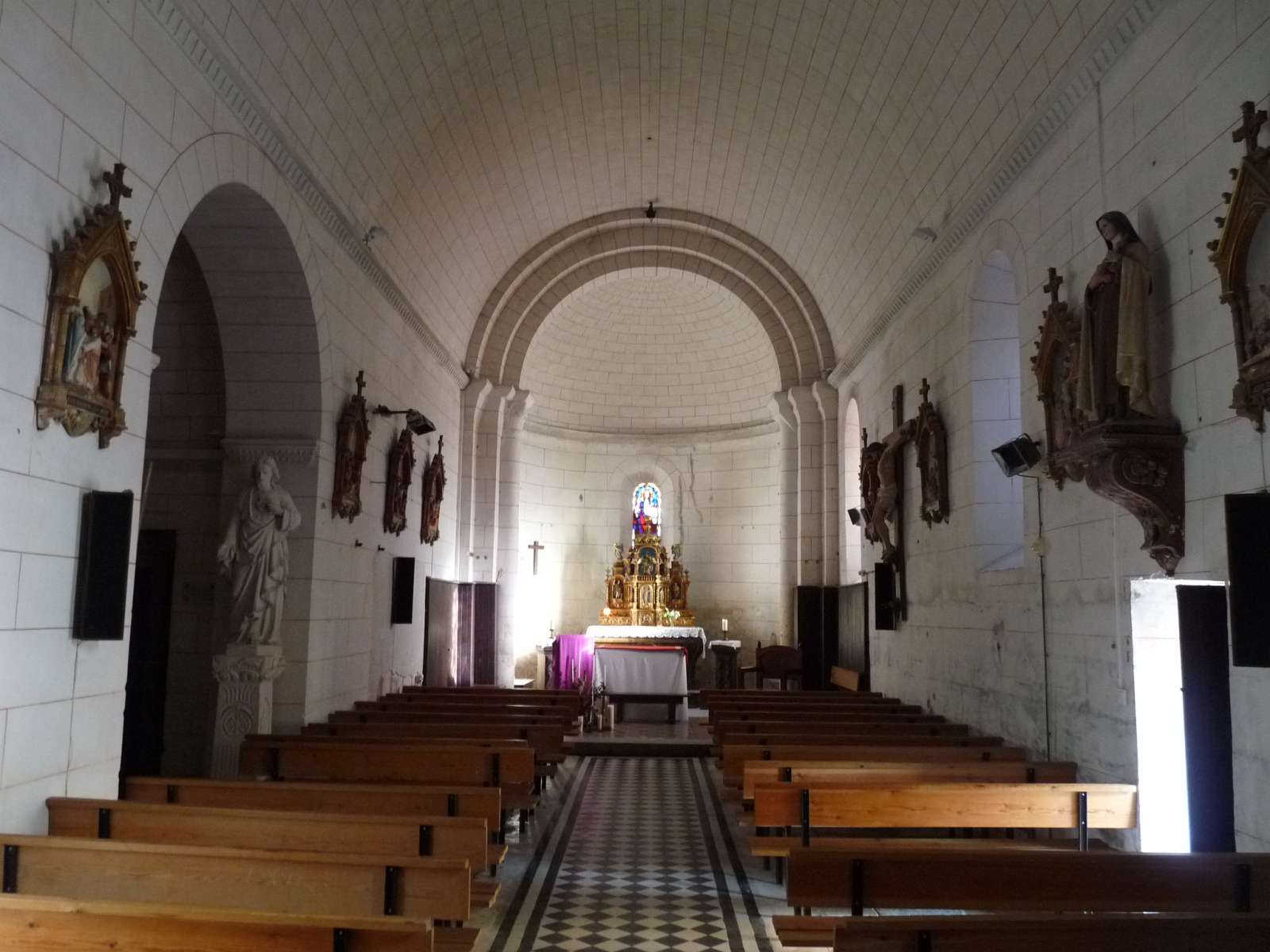
L'intérieur.
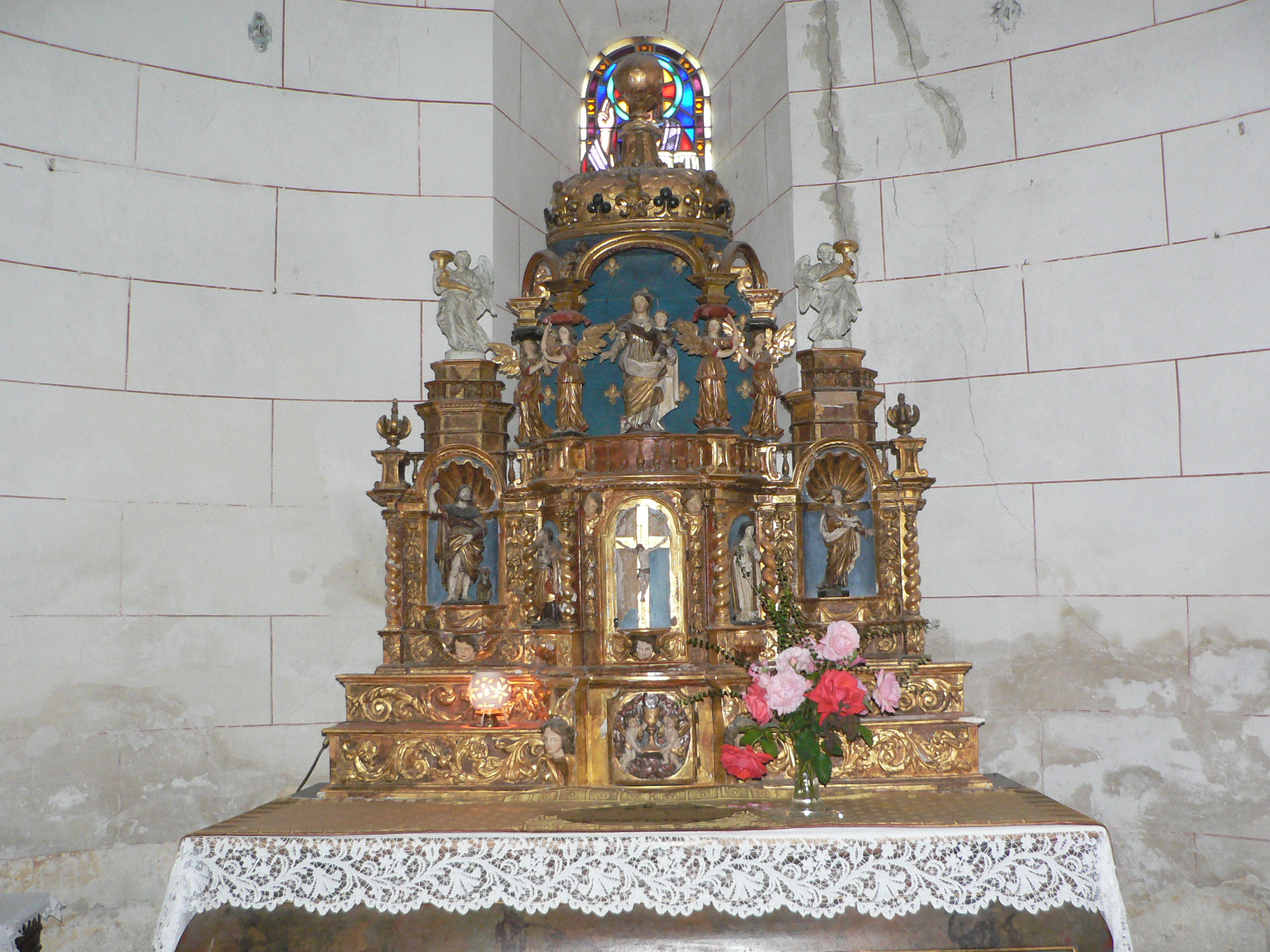
L'autel.
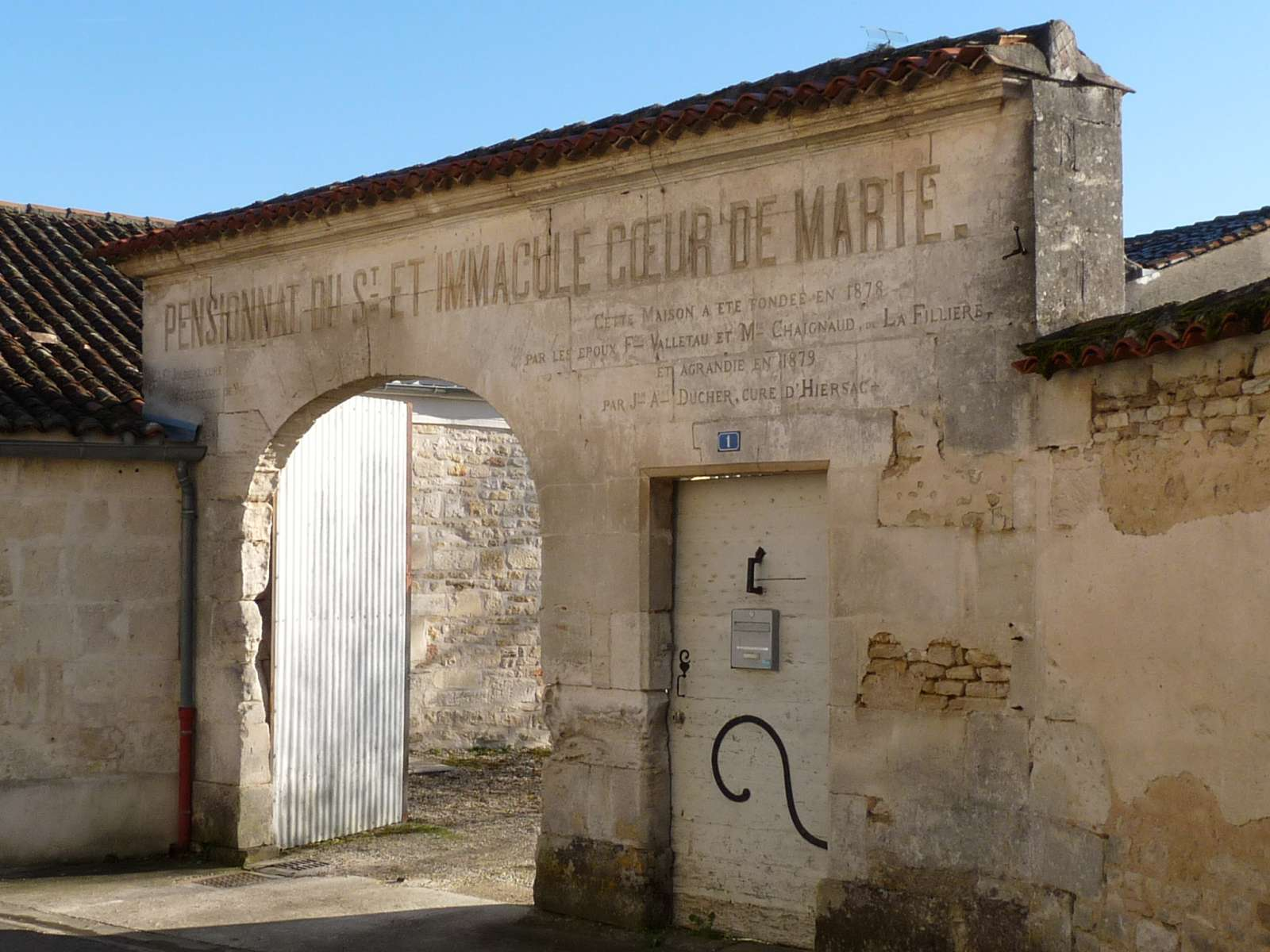
Pensionnat du « Cœur de Marie » fondé par le curé en 1878.

### Personnalités liées à la commune

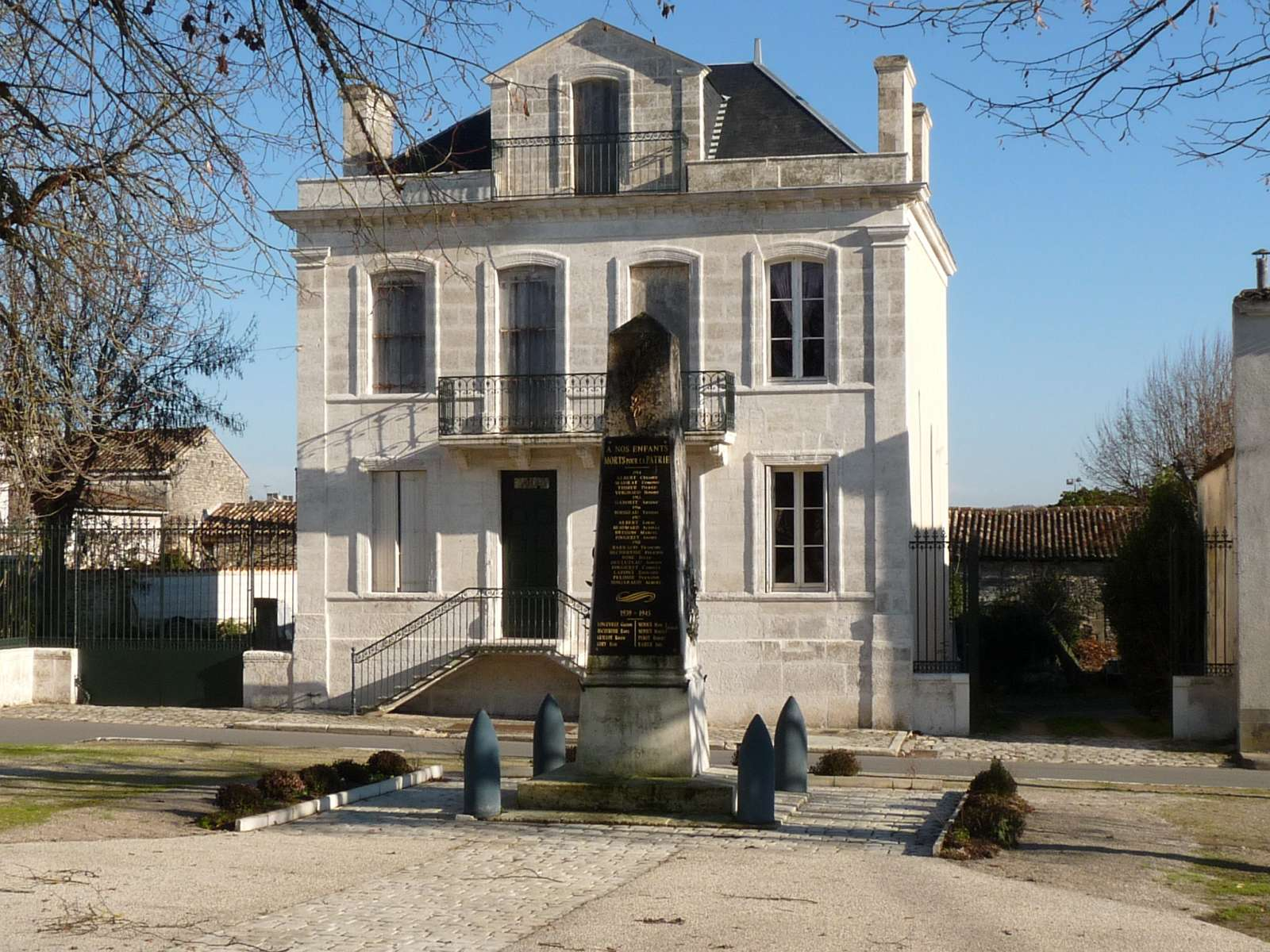
Le monument aux morts près de la mairie.

- Le général Jean André Valletaux, né à Hiersac en 1757, mort le 12 juin 1811, pendant la campagne d'Espagne.